# Espies de veritat
Espies de veritat (Totally Spies!) és una sèrie d'animació francocanadenca creada per Vicent Chalvon-Demersay i David Michel, coproduïda per TF1 i Marathon Animation i dirigida per Stephane Berry. Fou estrenada l'any 2001 pel canal estatunidenc ABC Family, distribuint-se posteriorment en altres països amb un gran èxit d'audiència. La sèrie fou estrenada a Catalunya el 25 de setembre de 2002 al canal K3, i es va tornar a emetre posteriorment en diverses ocasions pel canal Super3. Espies de veritat sol considerar-se com una sèrie de dibuixos animats, però amb un forta influència de l'estil de l'anime japonès. La sisena temporada de la sèrie fou estrenada mundialment pel canal Super3; els primers dotze episodis de la temporada foren emesos entre el 15 i 16 de juny de 2013.

## Argument
La Sam, l'Alex i la Clover són aparentment tres típiques noies de Beverly Hills, molt aficionades a anar de botigues o sortir a divertir-se. Per al món exterior, les tres són encara noies normals de l'institut de Beverly Hills (1a-4a temporada) i posteriorment de la Universitat de Malibú (5a i 6a temporada). Però també són espies secretes de la WOOHP (World Organization Of Human Protection, és a dir, "Organització Mundial per a la Protecció de la Humanitat"), agència dirigida i fundada per en Jerry i la seva assistent la Gladis (Gadget Lending And Distributing Interactive System, o, com se l'anomena als episodis en català, la Glamurosa Distribuïdora de Dispositius).
L'agència les envia regularment a tots els racons del món en missions secretes; elles s'han d'apanyar amb les seves vides diàriament a l'escola i la pressió impredictible de l'espionatge internacional. Encara que les noies estiguin en una illa secreta sobre les costes del Japó, a París o ajupides amb l'equipatge d'un jet privat sobre les Bermudes subjectes de mans i peus, elles ho afronten intimidant els dolents més dements. Cadascuna de les tres amigues fa servir els seus talents específics per ajudar a salvar el món i lluitar en contra de la ruda conducta global.
A la 3a temporada la Sam, la Clover i l'Alex assisteixen a un camp d'entrenament per súper espies i aconsegueixen ser promogudes a la WOOHP, juntament amb en Dean, un doble-doble agent. A la 4a temporada en Terrence, el germà bessó d'en Jerry, crea una organització anomenada LAMOS (League Aiming to Menace and Overthrow the Spies, o, com se'ls anomena als episodis en català, la Lliga dels Anti-espies Molt Orgullosos de Ser-ho), integrada per malvats del passat: la Myrna Beesbottom, la Helga Von Guggen, en Boogie Gus i en Tim Scam, per prendre el control de la WOOHP i prendre venjança d'en Jerry i les espies.
A la 5a temporada la Sam, la Clover i l'Alex es graduen a l'institut de Beverly Hills i se'n van a estudiar juntes a la Universitat de Malibú o "Mali U"; també treballen al "Mali-U Cafe" per financiar l'àtic de la residència d'estudiants que en Jerry els va donar perquè visquessin juntes.

## Personatges

### Samantha (Sam) Simpson
La Samantha, anomenada normalment Sam o Sammy, és la més intel·ligent i decidida del grup i moltes vegades pot ser considerada com la líder de l'equip. El seu vestit d'espia és de color verd, igual que els seus ulls. El seu cabell és pèl-roig, i és el més llarg del de les tres espies. Sarcàstica i elegant, és tolerant al menjar picant i sempre va voler ser trapezista.
Fa servir la seva intel·ligència per fer plans i atrapar fàcilment els dolents. Li agrada molt l'art, visitar museus, les matemàtiques, anar de compres, llegir i tocar l'acordió. Va obtenir les millors qualificacions de la història de l'institut de Beverly Hills i li van oferir promoure-la i assistir a la universitat abans d'hora. Però s'hi va negar perquè volia passar més temps amb les seves millors amigues.

### Clover Ewing
La Clover és una noia rossa amb ulls blaus. El seu vestit d'espia és de color vermell. Sempre està més concentrada en la moda, la bellesa, el món de les celebritats i en nois guapos que en les seves missions. És materialista i superficial, però la més divertida de les tres espies. Sempre va voler ser actriu, és al·lèrgica als narcisos, li encanten les verdures i el seu plat preferit és la lasanya vegetal. La seva mare és cirurgiana estètica especialista en lòbuls de l'orella i fins a la sisena temporada no va saber que la seva filla, la Clover, volia dedicar-se a la costura. La Clover és considerada com el personatge més estereotipat de la sèrie. Tot i això a vegades és la líder del grup. El lloc preferit de la Clover per anar comprar i passar el dia és "The Groove", un centre comercial de Beverly Hills.
La Clover, juntament amb la Mandy, són integrants de l'equip d'animadores de l'institut de Beverly Hills. La Clover és, de les tres noies, la que odia més la Mandy, i de fet l'odi és mutu.
Té un diari en el qual diu que la Sam canta fatal a la dutxa i que el xandall de l'Alex fa pudor. Les seves amigues, en descobrir-lo, s'emprenyen fins que descobreixen que al diari també hi posa coses boniques sobre elles i sobre la seva amistat. Després la Sam i l'Alex li regalen un altre diari amb pany.
A la 5a temporada la Clover guanya el premi "WOOHP-tastic" per haver fet la millor maniobra de detenció, tot i que de fet va ser una detenció col·laborativa que no hauria pogut realitzar sense la Sam i l'Alex.

### Alexandra (Alex) Vásquez
L'Alexandra, usualment anomenada Alex o Al, té els cabells negres i curts, ulls cafès i vestit d'espia groc. L'Alex és la més dolça i jove de les tres, per a ella el més important és l'amistat. Generalment l'Alex es queda al mig quan la Clover i la Sam discuteixen. Però li agrada anar de compres tant com a elles. L'Alex té una mica de malaptesa i mala sort, és ingènua i una mica lenta a captar les indirectes.
És la més atlètica, encara que no molt bona conductora de vehicles, és al·lèrgica als gats, li agraden molt els esports i videojocs, sap taekwondo, adora el futbol i els animals, especialment els micos. Té una tortuga de peluix anomenada "Ollie" que és la seva millor amiga, a la que li ho explica tot.
Al capítol 45 - "L'Alex Plega", l'Alex se sent substituïda per la Britney, espia nova en pràctiques a l'equip de les noies, i renuncia a la WOOHP, però després ella mateixa s'adona que és una part important de l'equip i decideix tornar a l'agència.
Quan la Britney torna als capítols 115 - "Enemics virtuals" i 116 - "Fes Whooping!", l'Alex torna a sentir-se gelosa. Però en el capítol 117 - "L'hotel del mal", l'Alex s'adona que té més coses en comú del que creia amb la Britney i es tornen més unides.

### Jerald James Lewis
Normalment li diuen Jerry o Jerr. És un típic home britànic, és creador i administrador de la WOOHP. Envia les espies a les seves missions i els proporciona una sèrie d'eines. En Jerry també ha participat en missions de les espies. Sempre va voler ser un actor de cinema. Quan era jove cantava dins d'una banda anomenada "2 dígits". És al·lèrgic als nabius.
La mare d'en Jerry va aparèixer al capítol 36 - "El dia de la mare" i viu a Devonshire (Anglaterra). No sap que el seu fill és el cap d'una organització mundial per a la protecció humana, ella creu que en Jerry és l'amo d'un hotel.
En Jerry crea totes les eines que dona a les espies, i a la tercera temporada remodela la seva oficina i crea la seva assistent la Gladis, un ordinador amb intel·ligència pròpia que l'ajuda a proporcionar eines. La Gladis ha rebut la intel·ligència del cervell d'un malvat qui la WOOHP va tancar. A la 5a temporada en Jerry recicla la Gladis perquè la considera molt manaire. En Jerry té la tendència d'enviar les espies a "missions de prova" sense dir-los que és una prova.
Com que en Jerry té l'agència internacional més important del món, molts dolents volen apoderar-se'n i prendre el control global. Al capítol 72 - "En Jerry s'enamora" en Jerry es casa amb la Myrna Beesbottom, però resulta que és una dolenta més que també vol apoderar-se de la WOOHP. Al final la Myrna s'uneix a la LAMOS per prendre venjança.
Fins i tot el germà bessó d'en Jerry, en Terrence (creador de la L.A.M.O.S.), vol matar-lo per venjar-se'n i prendre el control de la WOOHP per dominar el món.

### G.L.A.D.I.S.
G.L.A.D.I.S. és un acrònim de Gadget Lending And Distributing Interactive System. "Ella" és un equip que se sent orgullosa del seu títol i sovint es nega a portar a terme feines ocasionals, afirmant que estan "per sota del seu nivell". És una font constant d'irritació, tant per les noies com per en Jerry. En certes ocasions actua amb un rol maternal cap a les noies. Té una personalitat pròpia, expressant les seves opinions i desobeint deliberadament o modificant ordres d'en Jerry si sent que és necessari per protegir les noies. Fins i tot té les seves pròpies aficions, com la màgia. En la cinquena temporada, la Gladis és enviada a un centre de reciclatge (en realitat, en la sèrie es diu que és degut a les queixes del ventilador).
El disseny de la Gladis és un homenatge a Shirka, un personatge quasi idèntic en aparença de la clàssica sèrie franco-japonesa d'animació Ulisses 31. El seu nom i personalitat recorden a GLaDOS, personatge dels videojocs "Portal" i "Portal 2".

### Mandy
Mandy és rival de les noies a l'institut i la universitat, té el cabells negres i llargs i els ulls violeta. És el model de l'estereotip dels «adolescents populars», per ser elegant, carismàtica, rica, sempre a la moda, popular i guapa (almenys segons la seva pròpia opinió), mentre que altres personatges la descriuen com desagradable i sempre intenta ridiculitzar i molestar les noies. A partir de la temporada 3, en què les noies es muden a viure juntes, la Mandy és la seva veïna. La seva mare, Phoebe, té una personalitat diferent en cada episodi, però el seu aspecte continua sent el mateix, igual que la seva veu aguda i cridanera amb un riure nasal. La Mandy fins i tot va esdevenir una espia en un episodi, lluint un vestit d'espia porpra, però ho va deixar quan va descobrir les dificultats de la feina. Les seves dues millors amigues, Dominique i Catelyn, la segueixen a tot arreu gairebé constantment en les temporades 1-4. A la cinquena temporada se'n va a la Universitat de Malibú a estudiar amb la seva cosina Mindy amb qui comparteix habitació i que l'ajuda a continuar molestant les noies. Durant la temporada 6 apareix un noi que actua com el secretari personal de la Mandy. Tot i la gran interacció que ha tingut amb les protagonistes de la sèrie la Mandy no sap que són espies, ja que en els diversos episodis en què ho descobreix la WOOHP li esborra la memòria.

### Dominique i Catelyn
Són les dues amigues de la Mandy durant les primeres temprades, tot i que fins a la tercera temporada no es va donar el seu nom. La Dominique té els cabells de color vermell fosc amb un estil semblant als cabells de l'Alex, els ulls blaus i la pell del color del préssec. La Catelyn té els cabells negres, llargs i arrissats i la pell fosca.

### Britney Anderson
Durant les temporades 2 i 3, la Britney va ser un personatge secundari però bastant important presentat a l'episodi "L'Alex plega". Més tard es va convertir en la nova recluta de l'agència i va aparèixer en la temporada 5 de manera puntual. La Britney és d'ascendència asiàtica, té el cabell negre i llarg, els ulls morats i el seu vestit d'espia és de color blau. És intel·ligent i té molt bons reflexos. També sap tocar el violí i el piano. Els seus passatemps preferits són els escacs i ser la capitana de l'equip d'animadores del seu institut. Tot i portar-se bé amb la Sam i la Clover gràcies a aquestes aficions, inicialment no té una bona relació amb l'Alex, qui és gelosa i creu que la Britney seria molt millor membre de l'equip que ella, però a l'episodi de la cinquena temporada "L'hotel del mal" acaben sent molt bones amigues en adonar-se de tot el que tenen en comú. Després és enviada a la sucursal de la WOOHP a Austràlia, juntament amb en Blaine. Al multi-episodi final de la temporada 5 és un dels agents segrestats pel Sr. X.

### Arnold Jackson
L'Arnold és un company de classe de les noies que apareix regularment a les històries de l'institut i és un noi nerd estereotipat. Porta ulleres, és molt intel·ligent, però socialment inepte i fins i tot tendeix a ser una mica desagradable. En alguns episodis actua com un adulador i servent de la Mandy, mentre que en altres episodis, ella es burla d'ell. Ell sobretot actua com un obstacle no intencional a les noies i les seves metes. A l'episodi "Quin mal gust!" es troba una màquina que té la capacitat de transformar la gent, i el converteix a ell d'un noi inútil i sense cap mena de gust en algú cada cop més guai.

### David (temporada 2 i estrella invitada de la temporada 4)
En David és un noi atractiu en el qual estan interessades romànticament les tres noies (així com la seva nèmesi, la Mandy). Va ser presentat en l'episodi "Joc net". Ell estima les arts, incloent la guitarra, la poesia i la pintura. A més també té un amor per la naturalesa, i esports com el trineu d'asfalt, l'escalada i la història. Té el cabell castany i la pell bronzejada.

### Dean
En Dean és un agent de la WOOHP com la Sam, la Clover i l'Alex. El seu vestit d'espia és blau, i des que era un nadó ha demostrat una agilitat excepcional i per això va ser reclutat per unir-se a la WOOHP. La seva primera aparició va ser en "Més que un ascens, és un malson" com l'entrenador de les noies i més tard va aparèixer en "Un creuer una mica repetitiu", on controla els progressos de la Clover en la prova que els fa en Jerry. Les noies li han mostrat algun interès romàntic i és l'únic noi de la sèrie que es resisteix a la Clover, per a la seva desesperació. També és l'únic agent masculí de la WOOHP a part d'en Jerry (i més tard en Blaine) que té un paper important. En Dean va tornar a l'episodi «Super-woohp» i va estar a càrrec del laboratori de gadgets WOOHP. Al final de la temporada 5 és un dels agents segrestats pel Sr. X. També apareix a la sèrie seqüela EspieZ! Nova generació.

### Blaine
En Blaine és un estudiant de la universitat de Malibú presentat a l'episodi «L'àvia», de la temporada 5, com el capità de l'equip de voleibol de platja. És un espia autònom, contractat per aconseguir que la Clover se'n enamori i després la mata, en dir-li que és una espia dolenta. Després d'adonar-se que la Clover treballa per al bandol bo, va darrere de qui el va contractar, que és la Geraldine Husk, enemiga recurrent de les espies. Més endavant s'uneix a la branca australiana de la WOOHP juntament amb Britney. Apareix al final de la temporada 5 quan és capturat pel senyor X, on està a punt de fer-se un petó amb la Clover. A l'episodi de la sisena temporada, «Els dolents van amb zepelí», s'uneix a l'esquadró de la WOOHP per ajudar les espies quan els presoners són alliberats. Tanmateix, es desfà dels afectes de la Clover, dient que surt amb noies de L.A. i fins i tot amb la Mandy. En Blaine apareix com a convidat en un episodi de EspieZ! Nova generació, on és segrestat per la mainadera dels Espiez.

### Carmen Vázquez
La Carmen és la mare de l'Alex. Porta els cabells similars als de l'Alex, tot i que eren originalment d'un marró fosc. Té un color d'ulls i de pell més foscos. El seu principal enfocament és que Alex aconsegueixi xicot. La Carmen va aparèixer a l'episodi de la temporada 2 «El dia de la mare», l'episodi de la Temporada 4 «L'Alex se'n va a un internat», i al final de la temporada 4 «Enxampades de veritat». Durant la seva curta durada com a espia en aquest episodi, el seu vestit d'espia és de color blau fosc. Al final d'aquest episodi, esdevé un espia oficial.

### Gabriella ‘‘Gabby’’ Simpson
La Gabby és la mare de la Sam. Porta cabells llargs com els de la Sam, tot i que més ondulats. El cabell de Gabby era originalment marró, però des de llavors ha aparegut del mateix color pèl-roig que els de la Sam. La Gabby és sobreprotectora amb la Sam i només té la seva seguretat al cap. Gabby apareix per primera vegada a l'episodi de la temporada 2 «El dia de la mare». Reapareix al final de la temporada 4. Durant la seva curta durada com a espia, el seu vestit d'espia és de color verd maragda. Al final d'aquest episodi, es promoguda un espia oficial. Gabby va fer una breu aparició a la temporada 6 a l'episodi «L'esguerracasaments».

### Stella Ewing
La Stella és la mare de la Clover. Té cabells iguals als de la Clover, tot i que al principi eren una mica més pàlids. La Stella és estricta amb ella però se l'estima. Va començar a l'episodi «El dia de la mare» (on va ser controlada pel malvat Tim Scam per matar a la Clover); també va aparèixer en «Món Zeta», castigant a la Clover per culpa del seu cosí; i per darrera vegada al capítol «Enxampades de veritat». Durant la seva curta durada com a espia, el seu vestit d'espia era rosa. Al final d'aquest episodi, es converteix en una espia oficial.

### Sra. Lewis
És la mare d'en Jerry i en Terrence, apareix per primera vegada «El dia de la mare». No sap que en Jerry és director i agent de la Woohp, creu que és propietari d'un hotel. Posteriorment apareix en «Això s'acaba de veritat» on es torna malvada després que per accident caigui una gota d'ADN maligne en la seva tassa de te i es converteixi en el Sr. X. Es descobreix que havia sigut un espia quan era jove, cosa que en Jerry no sabia. Durant la temporada 6, a l'episodi «Canvi de personalitat» es converteix en un espia de la WOOHP, amb un vestit lila, però es retira de nou al final de l'episodi en adonar-se que ja és massa gran per aquesta feina.

### Virgil Olivers
Virgil és el cap de la Sam, la Clover i l'Alex a la feina del coffee shop dins el campus de la Universitat de Malibú. La seva primera aparició és a «El professor malvat». A en Virgil li agrada l'Alex i en el capítol 124, «De pobre noi a heroi», reïx tenir una cita amb ella, però quan l'Alex li diu que només haurien de ser amics després que la cita vagi terriblement malament per culpa de la seva torpesa i mala sort, no es rendeix i es pren un sèrum que el converteix en un superheroi: l'Home Megamusculat. Així, per guanyar-se Alex, li crea situacions perilloses on la pot salvar.

## Repartiment de veus[6]
| Personatge | Veu en anglès | Veu en català                                             |
| ---------- | ------------- | --------------------------------------------------------- |
| Clover     | Andrea Taylor | Marta Calvó (1a temporada) Belén Roca (resta de capítols) |
| Sam        | Jennifer Hale | Maria Lluïsa Magaña                                       |
| Alex       | Katie Leigh   | Núria Domènech                                            |
| Jerry      | Jess Harnell  | Eduard Elias                                              |
| Mandy      | Jennifer Hale | Teresa Soler                                              |

## Altres mitjans

### Videojocs
S'han creat dos videojocs titulats Totally Spies! i Totally Spies! 2: Undercover. Tots dos van ser desenvolupats per Mistic Software i publicats per Atari per a Nintendo Game Boy Advance i Nintendo DS. IGN classifica Totally Spies! 2: Undercover amb una puntuació de 4.0/10 i critica la mala presentació general del joc. Totally Spies! 3: Secret Agents va ser llançat a Europa i Austràlia per a Nintendo DS. Totally Spies! Totally Party es va estrenar a Amèrica del Nord, Europa i Austràlia per PlayStation 2, Wii i PC.

### Spin-offi crossovers
Una sèrie seqüela anomenada EspieZ! Nova generació presenta nous personatges com a espies, però manté en Jerry com a personatge central. Mentre que la sèrie se centra en quatre joves germans adolescents, en Lee, Megan, Marc i eTony Clark, les tres espies de la sèrie original apareixen a l'episodi «Operació Desastre al Ranxo» de la temporada 1. El programa va ser estrenat el 15 de març de 2009, a Disney Channel Àsia. A Catalunya, la sèrie fou estrenada l'11 de febrer de 2012 al canal Super3, i es va tornar a emetre posteriorment en diverses ocasions, mentre que a Espanya va ser emesa per Cartoon Network.
Les Espies de veritat també van tenir un episodi de crossover a la temporada 5, a l'episodi titulat «Un misteri molt pelut», amb el personatge de Martin Mystery, protagonista de la seva pròpia sèrie produïda per Marathon que es va emetre de 2003 a 2006. Martin, Diana Lombard, Jenny i Marvin van fer aparicions de cameo a «Superagent Clover» a la temporada 3.

### Còmics i llibres
Una sèrie de comics de Totally Spies! van ser publicats mensualment a Suècia. Cinc llibres també van sortir al Brasil. Cada llibre representa un episodi de la sèrie. Hi ha un altre còmic anomenat Totally Spies Unleashed. Aquest comença amb «I Hate the 80s!». Un noi malvat, en Boogie Gus, hi ha inventat un raig retro que proporciona un estil dels anys 80 a la gent. La segona història, «Attack of the 50 Ft. Mandy», converteix la nèmesi en una geganta, en una trama que conté un concurs de bellesa i un científic malvat a la fuga.